# جوليان فليتشر
جوليان فليتشر (مواليد 8 أكتوبر 1990) هو سبّاح من برمودا، مثّل بلاده في الألعاب الأولمبية الصيفية 2016.

## روابط خارجية
جوليان فليتشر على موقع الاتحاد الدولي للسباحة (الإنجليزية)
- جوليان فليتشر على موقع أوليمبيديا (الإنجليزية)